# Ramelaran
Ramelaran ist ein osttimoresischer Ort in der Aldeia Harame (Suco Aidabaleten, Verwaltungsamt Atabae, Gemeinde Bobonaro). Er liegt in einer Meereshöhe von 191 m.
Das Dorf Ramelaran befindet sich im Osten der Aldeia, an der Überlandstraße, die in Biacou von der nördlichen Küstenstraße abzweigt. In Ramelaran teilt sich die Überlandstraße in eine Straße nach Osten und eine nach Süden auf. Nördlich schließt sich an Ramelaran das Dorf Damlaran an. In Ramelaran befindet sich eine Kapelle.